# Currie (Tasmanien)
Currie ist die größte Ortschaft auf der australischen Insel King Island vor Tasmanien.
Der Ort befindet sich an einem geschützten natürlichen Hafen an der Westküste der Insel, der ursprünglich, nach einem der ersten Bewohner der Insel, als Howie's Boat Harbour bezeichnet wurde. Später wurde er nach Archibald Currie (1830–1914), einem Reeder aus Melbourne, benannt, der die Rechte am Wrack des 1866 in der Nähe gesunkenen Vollschiffs Netherby erworben hatte und den Hafen als Basis für seine Bergungsoperationen verwendete. Später wurde das umgebende Land erschlossen und dort Land- und Viehwirtschaft betrieben. 1879 wurde am Hafen ein Leuchtturm errichtet.
Bis zum Bau des Fährhafens bei Grassy im Jahr 1974 war Currie der wichtigste Hafen zwischen Tasmanien und dem australischen Festland. Heute besitzt er noch große Bedeutung für den Fischfang in der Region, insbesondere Langusten. In der Nähe befindet sich der King Island Airport.